# Vimentina
La vimentina fa parte della famiglia delle proteine dei filamenti intermedi che sono importanti componenti strutturali delle cellule eucariotiche. Essi, insieme ai microtubuli e ai microfilamenti di actina, costituiscono il citoscheletro. Sebbene la maggior parte dei filamenti intermedi siano strutture stabili, nei fibroblasti, la vimentina esiste come struttura dinamica. Questo filamento è utilizzato come marcatore di tessuti derivati dal mesoderma e come tale può essere utilizzato come marcatore immunoistochimico per i sarcomi.

## Struttura
Un monomero di vimentina, come tutti gli altri filamenti intermedi, ha un dominio centrale alpha-elica, con domini terminali amminico (in testa) e carbossilico (in coda) non-elicoidali. Due monomeri si avvolgono uno con l'altro per formare un dimero chiamato coiled-coil. Due dimeri quindi formano un tetramero, che forma un foglio interagendo con altri tetrameri. Le sequenze di alpha-elica sono composte da aminoacidi idrofobici che contribuiscono a formare una "colla idrofobica" sulla superficie dell'elica. Questo sigillo permette alle due eliche di unirsi e modellarsi. Inoltre, è presente una distribuzione periodica di ammino acidi basici e acidi che sembra giocare un importante ruolo nella stabilizzazione del dimero coiled-coil. La distanza tra i residui carichi è ottimale per i legami ionici, il che permette la stabilizzazione della struttura ad alpha-elica. Mentre questo tipo di stabilizzazione è intuitivo per le interazioni intracatena, piuttosto che intercatena, i ricercatori hanno proposto che probabilmente il cambiamento dai legami ionici intracatena ai legami intercatena contribuisce all'assemblamento del filamento.

## Funzione
La vimentina è attaccata al nucleo, al reticolo endoplasmatico e ai mitocondri, sia lateralmente che terminalmente. Si conclude che la vimentina giochi un ruolo significativo come supporto e ancoraggio degli organelli nel citosol.
Le Clip Vimentina offrono tre differenti attacchi che dimostrano i movimenti della vimentina all'interno della cellula.
La natura dinamica della vimentina è importante perché offre flessibilità alle cellule, fornendo loro una resistenza assente nella rete dei microtubuli e dell'actina, in condizioni di stress meccanico in vivo. Quindi, in generale, è accertato che la vimentina è la componente citoscheletrica responsabile del mantenimento dell'integrità cellulare (cellule senza vimentina sono estremamente delicate quando disturbate con una micropuntura).
I risultati di uno studio sui topi transgenici a cui manca la vimentina hanno mostrato che i topi erano funzionalmente normali. Anche se il risultato potrebbe essere sorprendente, è possibile che la rete dei microtubuli abbia compensato l'assenza della rete intermedia. Questo rinforza l'idea dell'intima interazione tra i microtubuli e la vimentina. Inoltre, in presenza di depolimerizzatori dei microtubuli, è stata osservata una riorganizzazione della vimentina, che implica ancora una volta una relazione tra i due sistemi.
Le Vimentin Images offrono una galleria di immagini in cui sono marcate la vimentina e altre strutture citoscheletriche. Queste immagini permettono la visualizzazione di interazioni tra vimentina e altre componenti citoscheletriche.
In sostanza, la vimentina è responsabile del mantenimento della forma cellulare, dell'integrità del citoplasma e della stabilizzazione delle interazioni citoscheletriche.
Inoltre, la vimentina controlla il trasporto del colesterolo lipoproteine a bassa densità (LDL) derivato, dal lisosoma al sito di esterificazione. Bloccando il trasporto del colesterolo LDL derivato nella cellula, le cellule accumulavano una più bassa percentuale di lipoproteina rispetto alle normali cellule con vimentina. Questa dipendenza sembra essere il primo processo di una funzione biochimica di qualsiasi cellula dipendente da una rete di filamenti intermedi. Questo tipo di dipendenza ha ramificazioni sulle cellule adrenergiche, che dipendono da esteri del colesterolo derivati da LDL.

## Significati clinici
È utilizzato come marcatore tumorale del sarcoma per identificare il mesenchima.
Verifica anticorpo anti-proteina citrullinata nella diagnosi di artrite reumatoide.

## Interazioni
La vimentina interagisce con UPP1, MYST2 Desmoplakin, Plectin, SPTAN1, MEN1, Protein kinase N1 e YWHAZ.